# William F. DeSaussure
William F. DeSaussure (Charleston, 1792. február 22. – Columbia, 1870. március 13.) az Amerikai Egyesült Államok szenátora (Dél-Karolina, 1852–1853).